# Good Vibrations
Good Vibrations – utwór wydany 10 października 1966 roku przez amerykański zespół popowy The Beach Boys. Autorami tekstu są Brian Wilson i Mike Love. Utwór zajął 6. miejsce na liście 500 utworów wszech czasów magazynu Rolling Stone.

## Notowania
| Lista (1966–1967)        | Pozycja |
| ------------------------ | ------- |
| U.S. Billboard Hot 100   | 1       |
| UK Singles Chart         | 1       |
| Australian Singles Chart | 2       |
| Belgian Singles Chart    | 6       |